# KLF17
KLF17 (англ. Kruppel like factor 17) – білок, який кодується однойменним геном, розташованим у людей на короткому плечі 1-ї хромосоми.  Довжина поліпептидного ланцюга білка становить 389 амінокислот, а молекулярна маса — 42 577.
| 10         |  | 20         |  | 30         |  | 40         |  | 50         |
| ---------- |  | ---------- |  | ---------- |  | ---------- |  | ---------- |
| MYGRPQAEME |  | QEAGELSRWQ |  | AAHQAAQDNE |  | NSAPILNMSS |  | SSGSSGVHTS |
| WNQGLPSIQH |  | FPHSAEMLGS |  | PLVSVEAPGQ |  | NVNEGGPQFS |  | MPLPERGMSY |
| CPQATLTPSR |  | MIYCQRMSPP |  | QQEMTIFSGP |  | QLMPVGEPNI |  | PRVARPFGGN |
| LRMPPNGLPV |  | SASTGIPIMS |  | HTGNPPVPYP |  | GLSTVPSDET |  | LLGPTVPSTE |
| AQAVLPSMAQ |  | MLPPQDAHDL |  | GMPPAESQSL |  | LVLGSQDSLV |  | SQPDSQEGPF |
| LPEQPGPAPQ |  | TVEKNSRPQE |  | GTGRRGSSEA |  | RPYCCNYENC |  | GKAYTKRSHL |
| VSHQRKHTGE |  | RPYSCNWESC |  | SWSFFRSDEL |  | RRHMRVHTRY |  | RPYKCDQCSR |
| EFMRSDHLKQ |  | HQKTHRPGPS |  | DPQANNNNGE |  | QDSPPAAGP  |  |            |

A: Аланін

C: Цистеїн

D: Аспарагінова кислота

E: Глутамінова кислота

F: Фенілаланін

G: Гліцин

H: Гістидин

I: Ізолейцин

K: Лізин

L: Лейцин

M: Метіонін

N: Аспарагін

P: Пролін

Q: Глутамін

R: Аргінін

S: Серин

T: Треонін

V: Валін

W: Триптофан

Кодований геном білок за функціями належить до репресорів, активаторів. 
Задіяний у таких біологічних процесах як транскрипція, регуляція транскрипції, поліморфізм. 
Білок має сайт для зв'язування з іонами металів, іоном цинку, ДНК. 
Локалізований у ядрі.